# Rondibilis quadrinotata
Rondibilis quadrinotata är en skalbaggsart som först beskrevs av Maurice Pic 1925.  Rondibilis quadrinotata ingår i släktet Rondibilis och familjen långhorningar. Inga underarter finns listade i Catalogue of Life.